# Moving On
Pour les articles homonymes, voir Moving On (homonymie).
Moving On est une série télévisée britannique d'anthologie en 65 épisodes de 45 minutes créée par Jimmy McGovern et diffusée entre le 18 mai 2009 et le 12 mars 2021 sur BBC One.
La série est inédite dans les pays francophones.

## Synopsis
Série constituée de sorte de pièces de théâtre, décrivant la société britannique contemporaine. L'histoire raconte la vie de différents couples, dans laquelle les personnages arrivent à un point crucial de leur vie et tentent d’aller de l’avant.

## Distribution et épisodes

### Première saison (2009)

#### Épisode 1:The Rain Has Stopped
- Dominic Senior : Joe
- Sheila Hancock : Liz
- Emma Lowndes : Alice
- Paul Fox : Mike
- Claire Hackett : Julie
- Emma Vaudrey : Kay
- Danny Seward : John
- Lauren Leak-Smith : Lilly
- Bhasker Patel : Damar

#### Épisode 2:Bully
- Mark Womack : Les
- Lee Boardman : Colin
- Julia Ford : Jean
- Claire Keelan : Sonia
- Jack Ryan : Andrew
- Luke Roskell : Ryan
- Sushil Chudasama : PC
- Paula Francis : Jan

#### Épisode 3:Drowning Not Waving
- Christine Tremarco : Ellie
- Richard Armitage : John Mulligan
- Jo-Anne Knowles : Maria
- Sharon Duce : Sue
- Andrew Vincent : Debt Collector

#### Épisode 4:Dress to Impress
- Ian Hart : Jake
- Dervla Kirwan : Laura
- Jack McMullen : Daniel
- Ramon Tikaram : Tony
- Neil Fitzmaurice : Les
- Al Kossy : Harry
- Eileen O'Brien : Anne
- Leanne Best (en) : Lesley
- Guy Burnet : Pinklady

#### Épisode 5:Butterfly Effect
- Lesley Sharp : Sylvie
- Susan Cookson : Barbara
- Luke Bailey : Zach
- Joanne Froggatt : Kelly
- Lisa Millet : Pat
- Charles De'Ath : Sgt Connelly
- Elliott Tittensor : Jacko
- Finn Atkins : Stacy
- Michael Ryan : Leo
- Colin Parry : Policeman
- Michael Taylor : Lad

### Deuxième saison (2010)

#### Épisode 1:Sauce for the Goose
- Anna Massey : Bella
- Susannah Harker : Anne
- Daniel Ryan : John
- Pooky Quesnel : Lynne
- Jonty Stephens : Ricky

#### Épisode 2:Skies of Glass
- Claire Skinner : Mary Ann
- Shaun Dooley : Anthony
- Teresa Banham : Sarah
- Chris Wright : Peter
- Steven Williamson : Thom
- Angela Holmes : Ruth
- Holly Mai Leighton : Lily
- Neil Bell : Dean
- Ian Curley : Ian
- Jessica Baglow : Mizzy
- Abby Mavers : Toni
- Katie McGlynn : Gemma
- Michael Taylor : Digs
- Claire Kerrigan : Liz
- Thomas Aldersley : Policeman
- Kelli Hollis : Vanessa
- Carly Grace Edwards : Baby Grace
- Naimh Whitehouse : Newborn
- Sienna Harwood : Newborn
- Ivy Mill : Older Baby

#### Épisode 3:Skin Deep
- Jenny Agutter : Jean
- Robert Glenister : Frankie
- Nicola Stephenson : Lindsay
- Lisa Faulkner : Nicola
- Michelle Tate : Stylist
- Tom Lloyd-Roberts : Tom

#### Épisode 4:Malaise
- John Simm : Moose
- Ewen Bremner : Adam
- Susan Lynch : Tina
- Olivia Poole : Jess
- Belinda Everett : Christy
- Sylvie Gatrill : Politician

#### Épisode 5:Letting Go
- Naomi Radcliffe : Kirsty
- Jack Deam : Lee
- Adam Long : Sam
- Daniel York : Harry
- Maureen Beattie : Brenda
- Beatrice Kelly : Shirley
- Chris Jack : Male Advisor 1
- Paul Simpson : Male Advisor 2
- Deborah Brian : Female Advisor 1
- Hilly Barber : Jill

#### Épisode 6:Trust
- Roy Marsden : Eddie
- Gerard Kearns : Jack
- Kieran O'Brien : Shane
- Jo Hartley : Natalie
- Tachia Newall : Rickey
- Steve Bell : Billy
- Jess Schofield : Emily

#### Épisode 7:The Test
- Corin Redgrave : Gabe
- Hannah Gordon : Theresa
- Maggie Steed : Cyn
- Antony Bessick : Andrew
- Samantha Power : Lynnie
- Louise Eyo : Police Officer
- Kimberley Slack : Chloe

#### Épisode 8:Losing My Religion
- Hugo Speer : Dave
- Ruth Gemmell : Joanne
- Nico Mirallegro : Jamie
- George Irving (en) : Mr Georgeson
- Tom Mannion : Father Dwyer
- Jane Lowe : Maureen
- Amber Herod : Katie

#### Épisode 9:Rules of the Game
- Alfie Allen : Dave
- Richard Fleeshman : Steven
- Olivia Hallinan : Ruth
- Rebecca Atkinson : Kaycee
- Paula Wilcox : Gail
- Anthony Booth : Robbie
- Greg Kelly : Jim
- John Draycott : Waiter

#### Épisode 10:I Am Darleen Fyles
- Donna Lavin : Darleen
- Lorraine Ashbourne : Treena
- Anne Reid : Diane
- Edmund Davies : James
- Danielle Henry : Jen
- Stephen Chapman : Bob
- Jodie Kate Hamblet : Lou
- Alice Grice : Rachel
- Craig Cheetham : Tony
- Ellie Leach : Stacy

### Troisième saison (2011)

#### Épisode 1:The Milkman
- Shaun Mason : Bugsy
- Alicya Eyo : Ally
- Rob James-Collier : Clive
- Drew Schofield : Moxley
- Susan Eyo : Rita
- Karen Eyo : Steph
- Oliver Kane-Rice : Dylan
- Joshua Kane-Rice : Josh
- Suzanne Collins : Advice Worker
- Mike Neary : Solicitor
- Georgina Smith : Old Lady

#### Épisode 2:Tour of Duty
- Christine Bottomley : Caroline
- Dean Lennox Kelly : Sam
- Annabelle Apsion : Maggie
- Michael Keogh : Sam
- Christine Cox : Mary
- Maddison Hayden : Baby Sarah

#### Épisode 3:Punter
- Reece Dinsdale : Billy
- Melanie Kilburn : June
- Eva Pope : Michelle
- Paul Usher : Dave
- Jim Whelan : Old Man
- Bruce McGregor : Betting Shop Manager
- Jimmy Gallagher : Monkey
- Warren Donnelly : Curley
- Karen Appleton : Corrine

#### Épisode 4:Donor
- Sally Phillips : Christina
- Paul Rhys : Andy
- Alastair Mackenzie : Mick
- Warren Brown : Frank
- Kate Coogan : Grace
- Paul Warriner : Matt
- Rosina Carbone : Lesley
- Pam Shaw : Old Woman Singer

#### Épisode 5:Poetry of Silence
- Fay Ripley : Ann Murphy
- Ben Daniels : John Murphy
- Joe Dempsie : Kieran
- Jo Woodcock : Amy
- Ciaran Clancy : George
- Emily Fleeshman : Sally
- Rani Moorthy : Dr Chana

### Quatrième saison (2013)

#### Épisode 1:The Shrine
- Matthew Kelly : John
- Barbara Flynn : Carol
- Sally Carman : Sarah
- Steve Evets : Neil
- Neil Bell : Dave
- Steve Marsh : Ryan
- Keir McEwan : Police Officer
- Hamish Sturgeon : Estate Agent
- Craig Sharkey : Mr Mason
- Katie Tracey : Mrs Mason
- Lana Scholes Nuttall : Baby

#### Épisode 2:Visiting Order
- Marian Saastad Ottesen : Liv
- Rob James-Collier : Aiden
- Bjarne Henriksen : Kris
- Morag Siller : Helen
- Danny Ryder : Prison Visitor
- Lewis Fletcher : Prison Officer
- Carl Chase : Trevor
- Oliver Churm : Kristian

Charlie Concannon ... Eric

#### Épisode 3:Friends Like These
- Gillian Kearney : Danielle
- Natasha Little : Sonia
- Rachel Leskovac : Sam
- Mark Chatterton : Graham
- Sushil Chudasama : Dalip
- Fiona Wass : Arlene Willis
- Ashley Ogden : Mia
- Joseph Wilkins : Tom
- Matteo Elezi : Nathan
- Olivia Cosgrove : Sophia
- Alex Lee Taylor : Kai

#### Épisode 4:Blood Ties
- Paul McGann : Phil
- Jack Shepherd (en) : Charlie
- Jennifer Hennessy : Sue
- Tim Barker : Billy
- Robert Haythorne : Bradley
- Rob Jarvis : John
- Alan Stocks : JJ
- Flo Wilson : Ward Sister
- Olivia Rose Smith : Abigail

#### Épisode 5:That'sAmore
- Jason Manford : Gary
- Rebekah Staton : Lisa
- Peter Slater : Tony
- Jack Deam : Ray
- Patrick McDonnell : Dave
- Maeve Larkin : Nicky
- Jacob Newby : Alfie
- Sharon Gavin : Paula
- Emma Fryer : Roxanne
- John May : For Sale Man
- Daniel Pape : Mr Hargreaves

### Cinquième saison (2013)
1. Fledgling
2. The House
3. Value
4. Hush Little Baby
5. Back By Six

### Sixième saison (2014)
1. Madge
2. The Signature
3. Blind
4. The Two Brothers
5. The Beneficiary

### Septième saison (2016)
1. Taxi for Linda
2. Passengers
3. A Picture of Innocence
4. Love?
5. Scratch

### Huitième saison (2017)
1. Eighteen
2. Empty Nest
3. Zero
4. Our House
5. Burden

### Neivième saison (2018)
1. Invisible
2. Lost
3. Two Fat Ladies
4. Neighbour
5. The Registrar

### Dixième saison (2019)
1. By Any Other Name
2. Beaten
3. Isabelle
4. A Walk in My Shoes
5. Frozen

### Onzième saison (2020)
1. Time Out
2. Second Sight
3. Man of Steel
4. Redundant
5. Home

### Douzième saison (2021)
1. Wedding Day
2. Secret Life
3. Get Fit or Try Lying
4. Hungry to Learn
5. More Than Words

## Commentaires et réception
À l'origine, la série était diffusée en début d'après midi au Royaume-Uni. Le taux d'audience étant bas, moins d'un mois après la diffusion de la première saison, les dirigeants de la BBC One décidèrent de programmer la série en début de soirée, ce qui a fortement augmenté le taux d'audience.
La première saison constituée de cinq épisodes a été diffusée pendant une semaine en mai 2009, et mettait en scène Sheila Hancock, Lesley Sharp, Richard Armitage, Dervla Kirwan et Ian Hart.
Les critiques pour la deuxième saison étaient assez bonnes. Elle a été diffusée pendant deux semaines à partir du 1er novembre 2010.
La saison 3 a été confirmée et la diffusion prévue pour l'automne 2011, avec Reece Dinsdale, Christine Bottomley, Dean Lennox Kelly, Paul Usher et Eva Pope. Elle devait comporter dix épisodes mais a été réduite malheureusement à cinq. Le tournage a débuté le 14 janvier 2011.